# アレックス・トレベック
アレックス・トレベック（Alex Trebek）ことジョージ・アレクサンダー・トレベック（George Alexander Trebek、1940年7月22日 - 2020年11月8日）は、アメリカ合衆国のクイズ番組の司会者。

## 経歴
オンタリオ州サドバリーに生まれる。父親はウクライナからの移民で、元の苗字はテレベイチュク（Terebeychuk）。母親はフランス系カナダ人。
1984年から2020年まで『ジェパディ!』の司会として出演していた。これは、世界のテレビにおける同一のクイズ番組史上最長の司会記録となっている。過去にはクイズ番組（『ピットフォール』、『ハイ・ローラーズ』、『クラシック・コンセントレーション』、『ストラテジー』など）の司会として出演していた。
1998年に、アメリカ合衆国の後市民権を取得。
2020年11月8日、18か月に及ぶ膵がんとの闘病の末、ロサンゼルスの自宅で死去。80歳没。